# Jean Rey (químico)
Jean Rey (c. 1583-c. 1645), fue un médico y químico francés.
Nacido en la pequeña ciudad de Le Bugue, en la entonces provincia de Périgord (actual: Departamento de la Dordogne, y Región de Aquitania), estudió medicina en la Universidad de Montpellier y mantuvo correspondencia con el filósofo Rene Descartes.
Descubrió que el peso del plomo y estaño aumenta cuando son calcinados y atribuyó este fenómeno al peso del aire (ensayos, 1630). Explicó que el mayor peso del calcinado plomo y estaño es suponiendo que la calcinación implica la incorporación de aire en el metal. Esta hipótesis sería confirmada más tarde por Anton Laurent Lavoisier en 1789.
Su descubrimiento del peso del aire también hizo posible la invención del barómetro de Torricelli en 1643.
Jean Rey murió en Le Bugue, donde practicó la medicina y vivió toda su vida.
- Datos: Q3174290